# توماس فري
توماس فري هو متسابق بياثل سويسري، ولد في 4 أبريل 1980 في زيورخ في سويسرا.

## وصلات خارجية
- توماس فري على موقع IBU (الإنجليزية)
- توماس فري على موقع الاتحاد الدولي للتزلج (التزلج الريفي) (الإنجليزية)
- توماس فري على موقع أوليمبيديا (الإنجليزية)